# Sal de apio

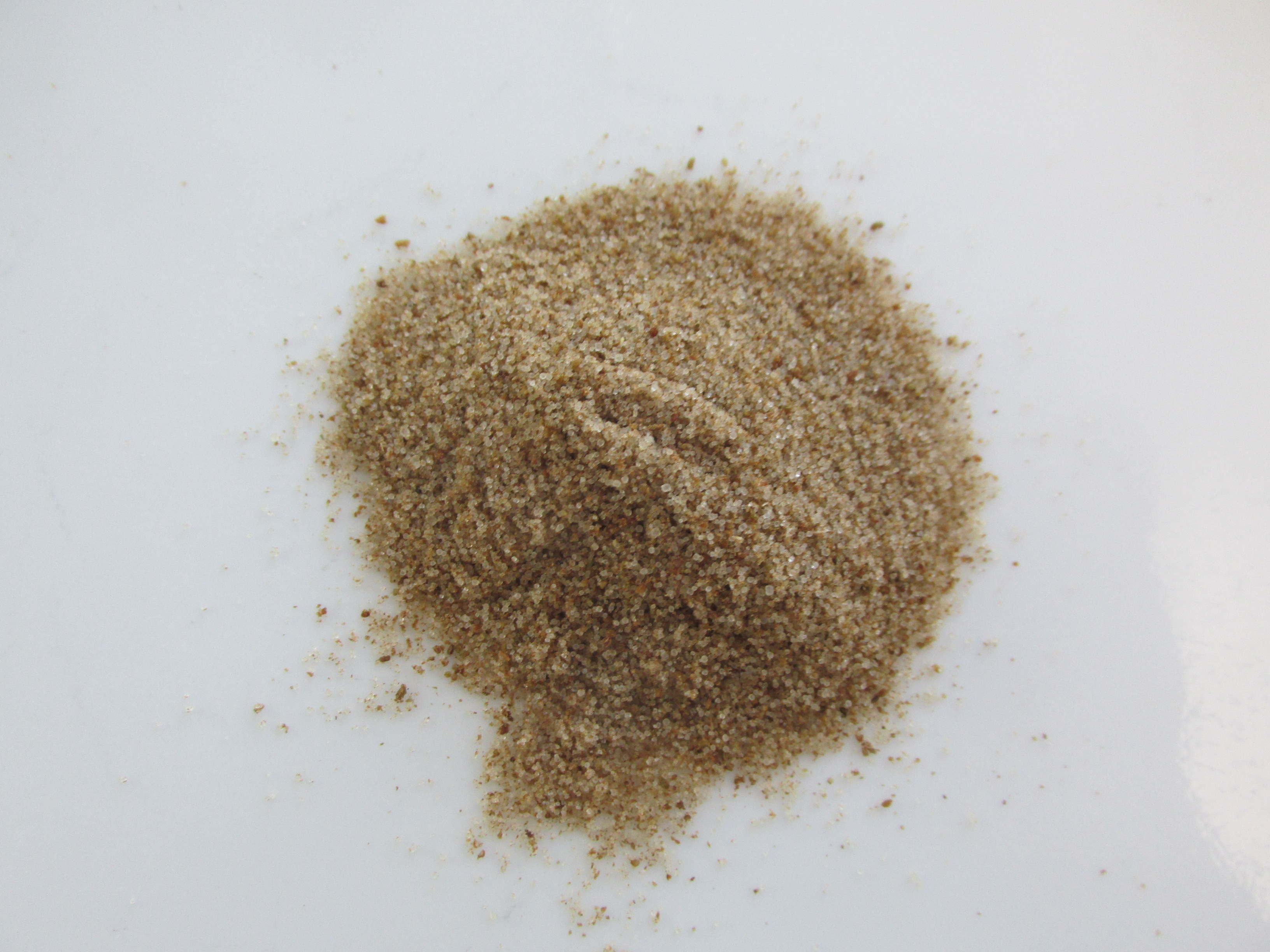
Sal de apio

La Sal de apio es una sal empleada como condimento de alimentos y platos. Se elabora con una mezcla de sal y semillas de apio trituradas (en ciertas ocasiones se le añade también ajo seco molido). 

## Características
Se emplea en esta sal el apio debido al fuerte olor que despide tanto la semilla como la planta. Se aconseja si fuera posible, elaborar la sal de apio en el justo momento del empleo, ya que tiende a volverse rancia con bastante facilidad, perdiendo sus propiedades de olor y sabor. Se suele tener  la falsa creencia que esta sal es baja en cloruro sódico (a no ser que se elabore con sal potásica) y es falso ya que es una sal común saborizada con apio, existen otras similares como la sal de ajo, la sal de cebolla, etc.

## Usos
La sal de apio se emplea para sazonar sopas (es, por ejemplo, un ingrediente sazonador de la Vichyssoise) y ensaladas, se emplea para aromatizar de forma efectiva los platos a apio. Es empleada ocasionalmente como sazonador de algunos cocktails con frutas u hortalizas.